# Population générale
La population générale est, dans la Constitution de Maurice et le jargon statistique mauricien, le groupe socioethnique constitué des individus ne relevant pas des autres groupes positivement définis, les Hindous, les Musulmans et les Sino-Mauriciens. La catégorie comprend les Franco-Mauriciens et ceux que l'on appelle localement les Créoles, soit les individus présentant un phénotype noir africain ou métis euro-africain.